# 2018년 아시안 게임 핸드볼 여자
2018년 아시안 게임 핸드볼 여자 종목은 인도네시아 자카르타 POPKI 스포츠홀에서 2018년 8월 14일부터 8월 31일까지 치러졌다. 총 10개 팀이 참가하였으며, 대한민국이 7번째 우승을 차지하였다. 은메달은 중국, 동메달은 일본에게 돌아갔다.

## 일정
모든 시간은 현지 시간 (UTC+7) 기준이다.
| 예 | 예선경기 | 9 | 9위 결정전 | 5-8 | 5-8위 결정전 | 7 | 7위 결정전 | 5 | 5위 결정전 | 4 | 4강전 | 동 | 동메달전 | 결 | 결승전 |

| 14일 (화) | 15일 (수) | 16일 (목) | 17일 (금) | 18일 (토) | 19일 (일) | 20일 (월) | 20일 (월) | 21일 (화) | 22일 (수) | 23일 (목) | 24 (금) | 24 (금) | 25일 (토) | 25일 (토) | 26일 (일) | 26일 (일) | 26일 (일) | 27일 (월) | 28일 (화) | 29일 (수) | 29일 (수) | 30일 (목) | 30일 (목) | 31일 (금) | 31일 (금) |
| --------- | --------- | --------- | --------- | --------- | --------- | --------- | --------- | --------- | --------- | --------- | ------- | ------- | --------- | --------- | --------- | --------- | --------- | --------- | --------- | --------- | --------- | --------- | --------- | --------- | --------- |
| 예        |           | 예        |           |           | 예        |           |           | 예        |           | 예        |         |         | 9         | 5-8       |           |           |           | 4         |           | 7         | 5         | 동        | 결        |           |           |

## 조 추첨
2018년 7월 5일 JS 루완사 호텔에서 조추첨이 진행되었다. 아시아 핸드볼 연맹 담당기획관이 참관한 가운데 아시안게임 조직위원회 측에서 추첨을 진행한 결과, 다음과 같은 조로 짜여졌다.
| 1포트                                | 2포트                       | 3포트                 | 4포트                 | 순위권 외                             |
| ------------------------------------ | --------------------------- | --------------------- | --------------------- | ------------------------------------- |
| - 인도네시아 (개최국) - 대한민국 (1) | - 일본 (2) - 카자흐스탄 (3) | - 중국 (4) - 홍콩 (6) | - 태국 (7) - 인도 (8) | - 말레이시아 - 조선민주주의인민공화국 |

| A조                                                  | B조                                  |
| ---------------------------------------------------- | ------------------------------------ |
| 대한민국 카자흐스탄 중국 인도 조선민주주의인민공화국 | 인도네시아 일본 홍콩 태국 말레이시아 |

## 예선

### A조
경기 결과 중국과 조선민주주의인민공화국, 카자흐스탄의 포인트가 4점으로 동일하기 때문에 각 팀간의 경기 득실차로 순위를 정했다. 중국은 +2점, 조선민주주의인민공화국은 +1점, 카자흐스탄은 -3점으로 중국이 준결승에 진출했다.

| 순위 | 팀                     | 경기수 | 승 | 무 | 패 | 득점 | 실점 | 득실차 | 승점 | 결과    |
| ---- | ---------------------- | ------ | -- | -- | -- | ---- | ---- | ------ | ---- | ------- |
| 1    | 대한민국               | 4      | 4  | 0  | 0  | 151  | 86   | +65    | 8    | 4강     |
| 2    | 카자흐스탄             | 4      | 2  | 0  | 2  | 120  | 112  | +8     | 4    | 4강     |
| 3    | 중국                   | 4      | 2  | 0  | 2  | 139  | 125  | +14    | 4    | 5-8위전 |
| 4    | 조선민주주의인민공화국 | 4      | 2  | 0  | 2  | 118  | 116  | +2     | 4    | 5-8위전 |
| 5    | 인도                   | 4      | 0  | 0  | 4  | 77   | 166  | -89    | 0    | 9위전   |

| 2018년 8월 14일 11:00 | 인도   | 19-36   | 카자흐스탄 | 자카르타 POPKI 스타디움 심판: 이석, 구본옥 (KOR) |
| 2018년 8월 14일 11:00 | 림피 8 | (13-19) | 아빌다 8   | 자카르타 POPKI 스타디움 심판: 이석, 구본옥 (KOR) |
| 2018년 8월 14일 11:00 | 5× 2×  | 리포트  | 2×         | 자카르타 POPKI 스타디움 심판: 이석, 구본옥 (KOR) |

| 2018년 8월 14일 16:00 | 조선민주주의인민공화국 | 22-39   | 대한민국 | 자카르타 POPKI 스타디움 심판: 미르훈, 알마우트 (BHR) |
| 2018년 8월 14일 16:00 | 한춘연 5               | (12-17) | 정유라 6 | 자카르타 POPKI 스타디움 심판: 미르훈, 알마우트 (BHR) |
| 2018년 8월 14일 16:00 | 5× 1×                  | 리포트  | 4× 3×    | 자카르타 POPKI 스타디움 심판: 미르훈, 알마우트 (BHR) |

| 2018년 8월 16일 16:00 | 인도   | 18-45  | 대한민국  | 자카르타 POPKI 스타디움 심판: 임란, 후세인 (IRQ) |
| 2018년 8월 16일 16:00 | 리투 6 | (9-20) | 유소정 12 | 자카르타 POPKI 스타디움 심판: 임란, 후세인 (IRQ) |
| 2018년 8월 16일 16:00 | 4× 1×  | 리포트 | 1×        | 자카르타 POPKI 스타디움 심판: 임란, 후세인 (IRQ) |

| 2018년 8월 16일 18:00 | 중국     | 26-27   | 카자흐스탄 | 자카르타 POPKI 스타디움 심판: 이케부치, 히자키 (JPN) |
| 2018년 8월 16일 18:00 | 리야오 6 | (11-11) | 아빌다 7   | 자카르타 POPKI 스타디움 심판: 이케부치, 히자키 (JPN) |
| 2018년 8월 16일 18:00 | 8× 1×    | 리포트  | 5×         | 자카르타 POPKI 스타디움 심판: 이케부치, 히자키 (JPN) |

| 2018년 8월 19일 16:00 | 인도      | 21-36  | 중국       | 자카르타 POPKI 스타디움 심판: 알사케르, 알수구피 (KSA) |
| 2018년 8월 19일 16:00 | 카우르 10 | (9-19) | 장하이샤 7 | 자카르타 POPKI 스타디움 심판: 알사케르, 알수구피 (KSA) |
| 2018년 8월 19일 16:00 | 2× 3×     | 리포트 | 4× 2×      | 자카르타 POPKI 스타디움 심판: 알사케르, 알수구피 (KSA) |

| 2018년 8월 19일 18:00 | 카자흐스탄 | 33-37   | 조선민주주의인민공화국 | 자카르타 POPKI 스타디움 심판: 후세인, 임란 (IRQ) |
| 2018년 8월 19일 18:00 | 아빌다 10  | (17-17) | 오경선 9               | 자카르타 POPKI 스타디움 심판: 후세인, 임란 (IRQ) |
| 2018년 8월 19일 18:00 | 1× 3×      | 리포트  | 4×                     | 자카르타 POPKI 스타디움 심판: 후세인, 임란 (IRQ) |

| 2018년 8월 21일 14:00 | 조선민주주의인민공화국 | 49-19   | 인도  | 자카르타 POPKI 스타디움 심판: 히자키, 이케부치 (JPN) |
| 2018년 8월 21일 14:00 | 최봉임 11              | (23-10) | 3명 4 | 자카르타 POPKI 스타디움 심판: 히자키, 이케부치 (JPN) |
| 2018년 8월 21일 14:00 | 3× 2×                  | 리포트  | 4× 3× | 자카르타 POPKI 스타디움 심판: 히자키, 이케부치 (JPN) |

| 2018년 8월 21일 18:00 | 중국         | 24-33   | 대한민국 | 자카르타 POPKI 스타디움 심판: 알와히비, 알사히 (OMA) |
| 2018년 8월 21일 18:00 | 류샤오메이 5 | (11-14) | 정유라 8 | 자카르타 POPKI 스타디움 심판: 알와히비, 알사히 (OMA) |
| 2018년 8월 21일 18:00 | 1× 3×        | 리포트  | 1× 3×    | 자카르타 POPKI 스타디움 심판: 알와히비, 알사히 (OMA) |

| 2018년 8월 23일 14:00 | 조선민주주의인민공화국 | 31-34   | 중국       | 자카르타 POPKI 스타디움 심판: 마르훈, 알마우트 (BHR) |
| 2018년 8월 23일 14:00 | 최춘일                 | (14-17) | 류샤오메이 | 자카르타 POPKI 스타디움 심판: 마르훈, 알마우트 (BHR) |
| 2018년 8월 23일 14:00 | 3× 2×                  | 리포트  | 2× 1×      | 자카르타 POPKI 스타디움 심판: 마르훈, 알마우트 (BHR) |

| 2018년 8월 23일 16:00 | 대한민국 | 34-22   | 카자흐스탄         | 자카르타 POPKI 스타디움 심판: 리, 커 (CHN) |
| 2018년 8월 23일 16:00 | 유소정 7 | (17-11) | 아빌다, 수야조바 5 | 자카르타 POPKI 스타디움 심판: 리, 커 (CHN) |
| 2018년 8월 23일 16:00 | 2× 1×    | 리포트  | 3× 1×              | 자카르타 POPKI 스타디움 심판: 리, 커 (CHN) |

### B조
| 순위 | 팀         | 경기수 | 승 | 무 | 패 | 득점 | 실점 | 득실차 | 승점 | 결과    |
| ---- | ---------- | ------ | -- | -- | -- | ---- | ---- | ------ | ---- | ------- |
| 1    | 일본       | 4      | 4  | 0  | 0  | 208  | 38   | +170   | 8    | 4강     |
| 2    | 태국       | 4      | 3  | 0  | 1  | 120  | 93   | +27    | 6    | 4강     |
| 3    | 홍콩       | 4      | 2  | 0  | 2  | 112  | 97   | +15    | 4    | 5-8위전 |
| 4    | 인도네시아 | 4      | 1  | 0  | 3  | 56   | 146  | -90    | 2    | 5-8위전 |
| 5    | 말레이시아 | 4      | 0  | 0  | 4  | 45   | 167  | -122   | 0    | 9위전   |

| 2018년 8월 14일 14:00 | 태국       | 16-41  | 일본     | 자카르타 POPKI 스타디움 심판: 메흐디, 사에드 (IRI) |
| 2018년 8월 14일 14:00 | 분야레른 7 | (6-23) | 나쓰미 8 | 자카르타 POPKI 스타디움 심판: 메흐디, 사에드 (IRI) |
| 2018년 8월 14일 14:00 | 3×         | 리포트 | 1× 2×    | 자카르타 POPKI 스타디움 심판: 메흐디, 사에드 (IRI) |

| 2018년 8월 14일 18:00 | 말레이시아 | 15-23  | 인도네시아     | 자카르타 POPKI 스타디움 심판: 알사케르, 알수쿠피 (KSA) |
| 2018년 8월 14일 18:00 | 유스리 4   | (9-12) | 아프릴리아니 7 | 자카르타 POPKI 스타디움 심판: 알사케르, 알수쿠피 (KSA) |
| 2018년 8월 14일 18:00 | 8× 2× 1×   | 리포트 | 2× 3×          | 자카르타 POPKI 스타디움 심판: 알사케르, 알수쿠피 (KSA) |

| 2018년 8월 16일 11:00 | 태국      | 34-16  | 인도네시아   | 자카르타 POPKI 스타디움 |
| 2018년 8월 16일 11:00 | 홍붓디 10 | (19-6) | 위자야트리 4 | 자카르타 POPKI 스타디움 |
| 2018년 8월 16일 11:00 | 3× 2×     | 리포트 | 4× 3×        | 자카르타 POPKI 스타디움 |

| 2018년 8월 16일 14:00 | 홍콩       | 13-41  | 일본               | 자카르타 POPKI 스타디움 |
| 2018년 8월 16일 14:00 | 청메이오 6 | (5-18) | 후지타, 아키야마 6 | 자카르타 POPKI 스타디움 |
| 2018년 8월 16일 14:00 | 4× 2×      | 리포트 | 2× 3×              | 자카르타 POPKI 스타디움 |

| 2018년 8월 19일 11:00 | 태국        | 30-24   | 홍콩       | 자카르타 POPKI 스타디움 심판: 알 와히비, 알 사히 (OMA) |
| 2018년 8월 19일 11:00 | 분자레른 10 | (13-10) | 우레이링 7 | 자카르타 POPKI 스타디움 심판: 알 와히비, 알 사히 (OMA) |
| 2018년 8월 19일 11:00 | 5× 2×       | 리포트  | 4× 3×      | 자카르타 POPKI 스타디움 심판: 알 와히비, 알 사히 (OMA) |

| 2018년 8월 19일 14:00 | 일본      | 64-3   | 말레이시아 | 자카르타 POPKI 스타디움 심판: 자오멍, 왕 (CHN) |
| 2018년 8월 19일 14:00 | 가와타 10 | (32-2) | 유소프 2   | 자카르타 POPKI 스타디움 심판: 자오멍, 왕 (CHN) |
| 2018년 8월 19일 14:00 |           | 리포트 | 2×         | 자카르타 POPKI 스타디움 심판: 자오멍, 왕 (CHN) |

| 2018년 8월 21일 16:00 | 말레이시아 | 21-36  | 태국      | 자카르타 POPKI 스타디움 심판: 리, 커 (CHN) |
| 2018년 8월 21일 16:00 | 5명 2      | (5-24) | 야에밈 11 | 자카르타 POPKI 스타디움 심판: 리, 커 (CHN) |
| 2018년 8월 21일 16:00 | 7× 1×      | 리포트 |           | 자카르타 POPKI 스타디움 심판: 리, 커 (CHN) |

| 2018년 8월 21일 20:00 | 홍콩        | 33-37  | 인도네시아 | 자카르타 POPKI 스타디움 심판: 후세인, 임란 (IRQ) |
| 2018년 8월 21일 20:00 | 우레이링 12 | (17-5) | 5명 2      | 자카르타 POPKI 스타디움 심판: 후세인, 임란 (IRQ) |
| 2018년 8월 21일 20:00 | 2× 1×       | 리포트 | 4× 1×      | 자카르타 POPKI 스타디움 심판: 후세인, 임란 (IRQ) |

| 2018년 8월 23일 11:00 | 말레이시아 | 15-40  | 홍콩         | 자카르타 POPKI 스타디움 심판: 알사케르, 알수구피 (KSA) |
| 2018년 8월 23일 11:00 | 사이미 5   | (9-23) | 청메이응오 7 | 자카르타 POPKI 스타디움 심판: 알사케르, 알수구피 (KSA) |
| 2018년 8월 23일 11:00 | 3× 2×      | 리포트 |              | 자카르타 POPKI 스타디움 심판: 알사케르, 알수구피 (KSA) |

| 2018년 8월 23일 18:00 | 인도네시아     | 6-62   | 일본      | 자카르타 POPKI 스타디움 |
| 2018년 8월 23일 18:00 | 아프릴리아니 4 | (4-34) | 가와타 11 | 자카르타 POPKI 스타디움 |
| 2018년 8월 23일 18:00 | 6× 1×          | 리포트 | 2×        | 자카르타 POPKI 스타디움 |

## 본선경기

### 9위결정전
| 2018년 8월 25일 14:00 | 인도  | 54-19  | 카자흐스탄 | 자카르타 POPKI 스타디움 심판: 오타, 시마지리 (JPN) |
| 2018년 8월 25일 14:00 | 3명 8 | (19-5) | 유소프 7   | 자카르타 POPKI 스타디움 심판: 오타, 시마지리 (JPN) |
| 2018년 8월 25일 14:00 | 4× 2× | 리포트 | 6× 2×      | 자카르타 POPKI 스타디움 심판: 오타, 시마지리 (JPN) |

### 5–8위 결정 토너먼트
|  | 5–8위전 예선           | 5–8위전 예선 |                        |    | 5위결정전 | 5위결정전 |
|  |                        |              |                        |    |           |           |
|  | 8월 25일               |              |                        |    |           |           |
|  |                        |              |                        |    |           |           |
|  | 조선민주주의인민공화국 | 59           |                        |    |           |           |
|  | 조선민주주의인민공화국 | 59           | 8월 29일               |    |           |           |
|  | 인도네시아             | 19           |                        |    |           |           |
|  | 인도네시아             | 19           | 조선민주주의인민공화국 | 32 |           |           |
|  | 8월 25일               |              | 조선민주주의인민공화국 | 32 |           |           |
|  |                        | 카자흐스탄   | 30                     |    |           |           |
|  | 홍콩                   | 카자흐스탄   | 30                     | 23 |           |           |
|  | 홍콩                   |              |                        | 23 |           |           |
|  | 카자흐스탄             | 35           |                        |    |           |           |
|  | 카자흐스탄             | 35           | 7위결정전              |    |           |           |
|  |                        |              |                        |    |           |           |
|  | 8월 29일               |              |                        |    |           |           |
|  |                        |              |                        |    |           |           |
|  | 인도네시아             | 16           |                        |    |           |           |
|  | 인도네시아             | 16           |                        |    |           |           |
|  | 홍콩                   | 30           |                        |    |           |           |

#### 5–8위전 예선
| 2018년 8월 25일 16:00 | 조선민주주의인민공화국 | 59-15  | 인도네시아     | 자카르타 POPKI 스타디움 심판: 알와히비, 알사히 (OMA) |
| 2018년 8월 25일 16:00 | 최봉임 13              | (28-6) | 아프릴리아니 7 | 자카르타 POPKI 스타디움 심판: 알와히비, 알사히 (OMA) |
| 2018년 8월 25일 16:00 | 1×                     | 리포트 | 5× 2×          | 자카르타 POPKI 스타디움 심판: 알와히비, 알사히 (OMA) |

| 2018년 8월 25일 18:00 | 홍콩         | 23-35  | 카자흐스탄 | 자카르타 POPKI 스타디움 심판: 이, 이 (KOR) |
| 2018년 8월 25일 18:00 | 청메이응오 7 | (9-15) | 일리나 10  | 자카르타 POPKI 스타디움 심판: 이, 이 (KOR) |
| 2018년 8월 25일 18:00 | 2×           | 리포트 | 2×         | 자카르타 POPKI 스타디움 심판: 이, 이 (KOR) |

#### 7위결정전
| 2018년 8월 29일 11:00 | 인도네시아                 | 16-30  | 홍콩          | 자카르타 POPKI 스타디움 심판: 이, 이 (KOR) |
| 2018년 8월 29일 11:00 | 아프릴리아니, 바하리즈키 4 | (8-18) | 청메이응오 10 | 자카르타 POPKI 스타디움 심판: 이, 이 (KOR) |
| 2018년 8월 29일 11:00 | 3× 2×                      | 리포트 | 5× 2×         | 자카르타 POPKI 스타디움 심판: 이, 이 (KOR) |

#### 5위결정전
| 2018년 8월 29일 16:00 | 조선민주주의인민공화국 | 32-30   | 카자흐스탄 | 자카르타 POPKI 스타디움 심판: 오타, 시마지리 (JPN) |
| 2018년 8월 29일 16:00 | 문은숙 12              | (16-13) | 일리나 9   | 자카르타 POPKI 스타디움 심판: 오타, 시마지리 (JPN) |
| 2018년 8월 29일 16:00 | 3× 2×                  | 리포트  | 5× 1×      | 자카르타 POPKI 스타디움 심판: 오타, 시마지리 (JPN) |

### 결승 토너먼트
|  | 4강전    | 4강전 |          |    | 결승전 | 결승전 |
|  |          |       |          |    |        |        |
|  | 8월 27일 |       |          |    |        |        |
|  |          |       |          |    |        |        |
|  | 대한민국 | 40    |          |    |        |        |
|  | 대한민국 | 40    | 8월 30일 |    |        |        |
|  | 태국     | 13    |          |    |        |        |
|  | 태국     | 13    | 대한민국 | 29 |        |        |
|  | 8월 27일 |       | 대한민국 | 29 |        |        |
|  |          | 중국  | 23       |    |        |        |
|  | 일본     | 중국  | 23       | 31 |        |        |
|  | 일본     |       |          | 31 |        |        |
|  | 중국     | 32    |          |    |        |        |
|  | 중국     | 32    | 동메달전 |    |        |        |
|  |          |       |          |    |        |        |
|  | 8월 30일 |       |          |    |        |        |
|  |          |       |          |    |        |        |
|  | 태국     | 14    |          |    |        |        |
|  | 태국     | 14    |          |    |        |        |
|  | 일본     | 43    |          |    |        |        |

#### 4강전
| 2018년 8월 27일 11:00 | 대한민국 | 40-13  | 태국  | 자카르타 POPKI 스타디움 심판: 오타, 시마지리 (JPN) |
| 2018년 8월 27일 11:00 | 최수민 9 | (16-7) | 3명 3 | 자카르타 POPKI 스타디움 심판: 오타, 시마지리 (JPN) |
| 2018년 8월 27일 11:00 | 1× 2×    | 리포트 | 1× 2× | 자카르타 POPKI 스타디움 심판: 오타, 시마지리 (JPN) |

| 2018년 8월 27일 16:00 | 일본                 | 31-32   | 중국          | 자카르타 POPKI 스타디움 심판: 알와히비, 알사히 (OMA) |
| 2018년 8월 27일 16:00 | 아키야마, 요코시마 6 | (15-13) | 류샤오메이 11 | 자카르타 POPKI 스타디움 심판: 알와히비, 알사히 (OMA) |
| 2018년 8월 27일 16:00 | 2×                   | 리포트  | 2×            | 자카르타 POPKI 스타디움 심판: 알와히비, 알사히 (OMA) |

#### 동메달전
| 2018년 8월 30일 16:00 | 태국            | 14-43  | 일본  | 자카르타 POPKI 스타디움 심판: 이, 이 (KOR) |
| 2018년 8월 30일 16:00 | 파위니 분야렌 6 | (6-20) | 3명 6 | 자카르타 POPKI 스타디움 심판: 이, 이 (KOR) |
| 2018년 8월 30일 16:00 | 5× 2×           | 리포트 | 2× 3× | 자카르타 POPKI 스타디움 심판: 이, 이 (KOR) |

#### 결승전
| 2018년 8월 30일 18:00 | 대한민국 | 29-23  | 중국          | 자카르타 POPKI 스타디움 심판: 오타, 시마지리 (JPN) |
| 2018년 8월 30일 18:00 | 정유라 8 | (12-9) | 류샤오메이 10 | 자카르타 POPKI 스타디움 심판: 오타, 시마지리 (JPN) |
| 2018년 8월 30일 18:00 | 2×       | 리포트 | 2× 3×         | 자카르타 POPKI 스타디움 심판: 오타, 시마지리 (JPN) |

## 순위

### 최종 순위
| 순위 | 팀                     |
| ---- | ---------------------- |
| 1    | 대한민국               |
| 2    | 중국                   |
| 3    | 일본                   |
| 4    | 태국                   |
| 5    | 조선민주주의인민공화국 |
| 6    | 카자흐스탄             |
| 7    | 홍콩                   |
| 8    | 인도네시아             |
| 9    | 인도                   |
| 10   | 말레이시아             |

| 최우수 득점왕 | 최우수 골키퍼 |

## 메달리스트
| 금             | 은                   | 동         |
| 대한민국 (KOR) | 중화인민공화국 (CHN) | 일본 (JPN) |

## 같이 보기
- 2018년 아시안 게임 핸드볼 남자